# Lepidopilum crassisetum
Lepidopilum crassisetum är en bladmossart som beskrevs av Robert Statham Williams 1924. Lepidopilum crassisetum ingår i släktet Lepidopilum och familjen Daltoniaceae. Inga underarter finns listade i Catalogue of Life.